# Zofia Rydet
Zofia Rydet (Ivano-Frankivs'k, 5 maggio 1911 – Gliwice, 24 agosto 1997) è stata una fotografa polacca.

## Biografia
Dopo la seconda guerra mondiale si stabilì inizialmente a Kłodzko, e poi a Bytom, dove gestiva un negozio di merceria. Interessata alla fotografia, intorno alla metà degli anni '50 scatta le prime immagini probabilmente sotto l'influenza del fratello maggiore, Tadeusza, anche lui fotografo. Nel 1954 diventa membro dell'Associazione Fotografica di Gliwice.
La sua prima mostra degna di nota ebbe luogo nel 1961 con la serie fotografica Little Man incentrata sui bambini della classe media polacca e delle altre nazioni socialiste. La serie di oltre 140 fotografie è stata pubblicata nel 1965, a cura di Wojciech Zamecznik (1923 - 1967), un artista, architetto e fotografo polacco. Il libro viene considerato uno dei più importanti volumi della fotografia polacca del XX° secolo.
Successivamente, Rydet ha ampliato la sua ricerca sociale lavorando alla serie Sociologal Record tra il 1978 e il 1989. 
La serie si compone di decine di migliaia di negativi scattati in molte regioni rurali della Polonia e le persone raffigurate fanno parte di tutti i ceti sociali, fotografate nel loro ambiente. Il lavoro della Rydet è stato comparato a quello di August Sander per la società tedesca nel 1920 e ad altri fotografi documentaristi.

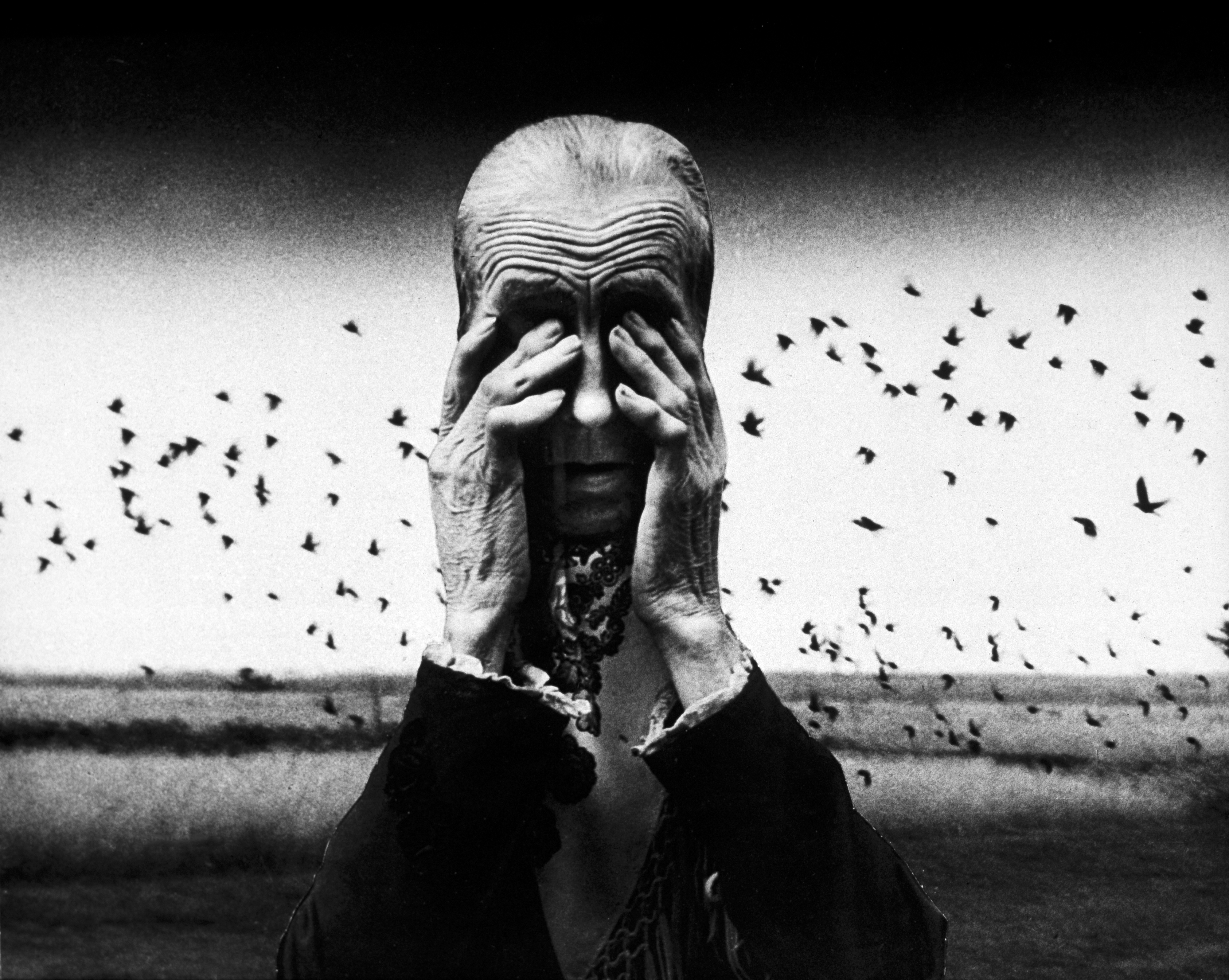
Zagłada (distruzione), 1975-79

Nel 1988 espone nella mostra internazionale L'immagine delle donne a Siena presso Palazzo San Galgano, Facoltà di Lettere dell'Università, cui partecipano fotografe come Adriana Argalia, Katalin Baricz, Elisabetta Catamo, Carla Cerati, Maryvonne Gilotte, Halina Holas-Idziak, Vera Isler-Leiner, Edith Lechtape, Helen Sager, Leena Saraste, Giuliana Traverso, Helga von Brauchitsch.
Rydet ha insegnato fotografia presso il Dipartimento di Architettura della Silesian University of Technology di Gliwice.
Nel centenario della nascita (2011) si sono tenute varie mostre sia in Polonia che all'estero tra cui Parigi, sostenute dalla Fondazione che porta il suo nome.
Nel 2015 il Museum of Modern Art di Varsavia ha tenuto la più grande mostra della serie fotografica Sociological Record. Inoltre, assieme ad altri partner, ha digitalizzato tutta la serie per metterla a disposizione dei visitatori e studenti nel sito web zofiarydet.com.